# Ляльшур (Шарканский район)
Ляльшур — деревня в Шарканском районе Удмуртской республики.

## География
Находится в восточной части Удмуртии на расстоянии приблизительно 10 км на запад-юго-запад по прямой от районного центра села Шаркан.

## История
Известна с 1802 года как удмуртская деревня Бектемир Пурга. В 1873 году учтено как Ляльшур (Бехтемир-Пурга) с 56 дворами, в 1893 — 81, в 1905 — 93. С 1900 по 1940 существовала деревянная Николаевская церковь (не сохранилась). До 2021 года административный центр Ляльшурского сельского поселения.

## Население
Постоянное население составляло 112 мужчин (1802 год), 418 человек (1873), 558 (1893), 627 (1905), 373 человека в 2002 году (удмурты 95 %), 394 в 2012.